# لورين غودغر
لورين روز غودغر (بالإنجليزية: Lauren Goodger)‏ (ولدت في 19 سبتمبر 1986) عارضة إغراء وشخصية تلفزيونية إنجليزية، لعبت دور البطولة في عرض تلفزيون الواقع الطريق الوحيد هو إسكس من 2010 حتى 2012، من الموسم الأول حتى مغادرته في الموسم السادس.
في يناير 2013، شاركت في السلسلة الثامنة من برنامج التزلج الرقص على الجليد على قناة آي تي في، والتي شاركت فيها مع مايكل زينيزيني وحصلت على المركز الحادي عشر بعد إقصائها في الأسبوع الثاني. في أغسطس 2014، شاركت في الأخ الأكبر للمشاهير. في السلسلة الرابعة عشرة من العرض.

## روابط خارجية
- الموقع الرسمي
- Lauren Goodger Fansite
- لورين غودغر على موقع IMDb (الإنجليزية)